# Республика Тайвань (1895)
Респу́блика Тайва́нь (кит. трад. 臺灣民主國, упр. 台湾民主国, пиньинь Táiwān Mínzhǔguó) — самопровозглашённое государство, существовавшее на острове Тайвань в 1895 году перед аннексией острова Японской империей.
Передача Тайваня Японии по Симоносекскому договору вызвала массовый протест на Тайване. 25 мая 1895 года группа чиновников и шэньши объявила об отделении острова от империи Цин и провозглашении Тайваньской республики с бывшим губернатором острова Тан Цзинсуном в качестве её президента. Целью этой акции было сохранение Тайваня под китайской властью, так как под верховенством Тайваньской республики китайские войска на острове могли бы сопротивляться японцам без формального нарушения Симоносэкского договора. Возглавил войска Лю Юнфу — бывший командующий Войск Чёрного знамени, воевавших с французами во Вьетнаме («Войсками Чёрного знамени» называли остатки тайпинских войск, отступивших во Вьетнам; им было обещано полное прощение в случае, если они в качестве китайского экспедиционного корпуса будут сражаться против французов во время франко-китайской войны). Начав завоевание Тайваня, 29 мая 1895 года японские войска высадились под Цзилуном и 3 июня взяли город; президент Тан и вице-президент Цю Фэнцзя бежали на континент. В конце июня оставшиеся сторонники Республики собрали силы в Тайнане, провозгласив новым президентом Лю Юнфу. Японцы разгромили республиканцев и взяли Тайнань в октябре 1895 года.